# Nối nghiệp (phim truyền hình)
Nối Nghiệp (tiếng Anh: Safe Guards) là một bộ phim truyền hình Hồng Kông do TVB phát hành ngày 27/02/2006. Phim dài 25 tập với sự tham gia của các diễn viên: Mã Tuấn Vỹ, Diêu Tử Linh, Lê Diệu Tường.

## Giải thưởng và đề cử

### Giải thưởng
Giải thưởng thường niên TVB 2006
- "Nam nhân vật được yêu thích nhất" (Mã Tuấn Vỹ - Thượng Trí)

### Đề cử
Giải thưởng thường niên TVB 2006 
- "Phim hay nhất"
- "Nam diễn viên chính xuất sắc nhất" (Mã Tuấn Vỹ - Thượng Trí)
- "Nam diễn viên phụ xuất sắc nhất" (Lê Diệu Tường - Thượng Trung)
- "Nam diễn viên chính xuất sắc nhất" (Quách Phong - Thượng Chánh Đường)
- "Nam diễn viên phụ xuất sắc nhất" (Lưu Giang - Thượng Chánh Bằng)
- "Nam diễn viên phụ xuất sắc nhất" (Tưởng Chí Quang - Thượng Chánh Văn)
- "Nam nhân vật được yêu thích nhất" (Mã Tuấn Vỹ - Thượng Trí)
- "Nam nhân vật được yêu thích nhất" (Lê Diệu Tường - Thượng Trung)

## Diễn viên
| Diễn viên         | Vai diễn           | Mô tả                                                                                       |
| ----------------- | ------------------ | ------------------------------------------------------------------------------------------- |
| Mã Tuấn Vỹ        | Thượng Trí         | Tứ trưởng quầy của Hội Hữu tiêu cục Người yêu Lợi Tường Phụng.                              |
| Diêu Tử Linh      | Lợi Tường Phụng    | Thành viên Hội Hữu tiêu cục Người yêu Thượng Trí.                                           |
| Lê Diệu Tường     | Thượng Trung       | Nhị trưởng quầy của Hội Hữu tiêu cục. Con trai của Thượng Chánh Đường.                      |
| Hoàng Trí Hiền    | Thượng Hiếu        | Tam trưởng quầy của Hội Hữu tiêu cục Con trai của Thượng Chánh Đường.                       |
| Quách Phong       | Thượng Chánh Đường | Đại trưởng quầy của Hội Hữu tiêu cục Phụ thân của Thượng Trung, Thượng Hiếu, và Thượng Trí. |
| Lê Nặc Ý          | Thượng Nghĩa       | Con trai của Thượng Chánh Đường.                                                            |
| Lưu Giang         | Thượng Chánh Bằng  | Anh em với Thượng Chánh Đường và Thượng Chánh Văn.                                          |
| Tưởng Chí Quang   | Thượng Chánh Văn   | Anh em với Thượng Chánh Đường và Thượng Chánh Bằng.                                         |
| Huệ Anh Hồng      | Ân Tĩnh            | Thành viên Hội Hữu tiêu cục Phu nhân của Thượng Chánh Văn.                                  |
| Mạch Trường Thanh | Hỏa Dạng Hồng      |                                                                                             |
| Trịnh Tử Thành    | Tôn Tam Báo        |                                                                                             |